# Felix Silla
Felix Anthony Silla, nato Felice Antonio Silla (Roccacasale, 11 gennaio 1937 – Las Vegas, 16 aprile 2021) è stato un attore, stuntman e circense italiano naturalizzato statunitense, famoso per aver interpretato per primo il Cugino Itt nella prima serie televisiva sulla immaginaria La Famiglia Addams.

## Biografia
Felix Silla, che era alto 119 cm, nacque l'11 gennaio 1937 a Roccacasale in provincia dell'Aquila. Si trasferì negli Stati Uniti nel 1955. Lavorò inizialmente in un circo come acrobata: il suo talento lo portò fino a Hollywood dove divenne stuntman e attore. Divenne noto anche per l'interpretazione del robottino Twiki nella serie televisiva Buck Rogers (1979-1981).
Apparve nei telefilm Vita da strega e la Famiglia Addams.
Nel 1983 interpretò il ruolo di un Ewok nel film Il ritorno dello Jedi.
Silla è morto a Las Vegas nel 2021, a 84 anni, per un tumore al pancreas.

## Filmografia parziale

### Cinema
- La gang dei bassotti (Little Cigars), regia di Chris Christenberry (1973)
- L'inferno di cristallo (The Towering Inferno), regia di John Guillermin (1974)
- Hindenburg (The Hindenburg), regia di Robert Wise (1975)
- Generazione Proteus (Demon Seed), regia di Donald Cammell (1977)
- Manitù, lo spirito del male (The Manitu), regia di William Girdler (1978)
- Brood - La covata malefica (The Brood), regia di David Cronenberg (1979)
- Il ritorno dello Jedi (Star Wars: Episode VI - Return of the Jedi), regia di Richard Marquand (1983)
- Chi è sepolto in quella casa? (House), regia di Steve Miner (1985)
- Balle spaziali (Spaceballs), regia di Mel Brooks (1987)
- Batman - Il ritorno (Batman Returns), regia di Tim Burton (1992)

### Televisione
- Bonanza - serie TV, episodio 5x11 (1963)
- La famiglia Addams (The Addams Family) - serie TV, 17 episodi (1965-1966)
- Star Trek - serie TV, episodio 1x0 (1966)
- Vita da strega (Bewitched) - serie TV, 2 episodi (1967-1971)
- Buck Rogers (Buck Rogers in the 25th Century) - serie TV, 30 episodi (1979-1981)
- Hazzard (The Dukes of Hazzard) - serie TV, 1 episodio (1985)

## Doppiatori italiani
Nelle versioni in italiano delle opere in cui ha recitato, Felix Silla è stato doppiato da:
- Carlo Reali in La famiglia Addams
- Giuliano Santi in Buck Rogers